# Comunità ebraica di Città di Castello

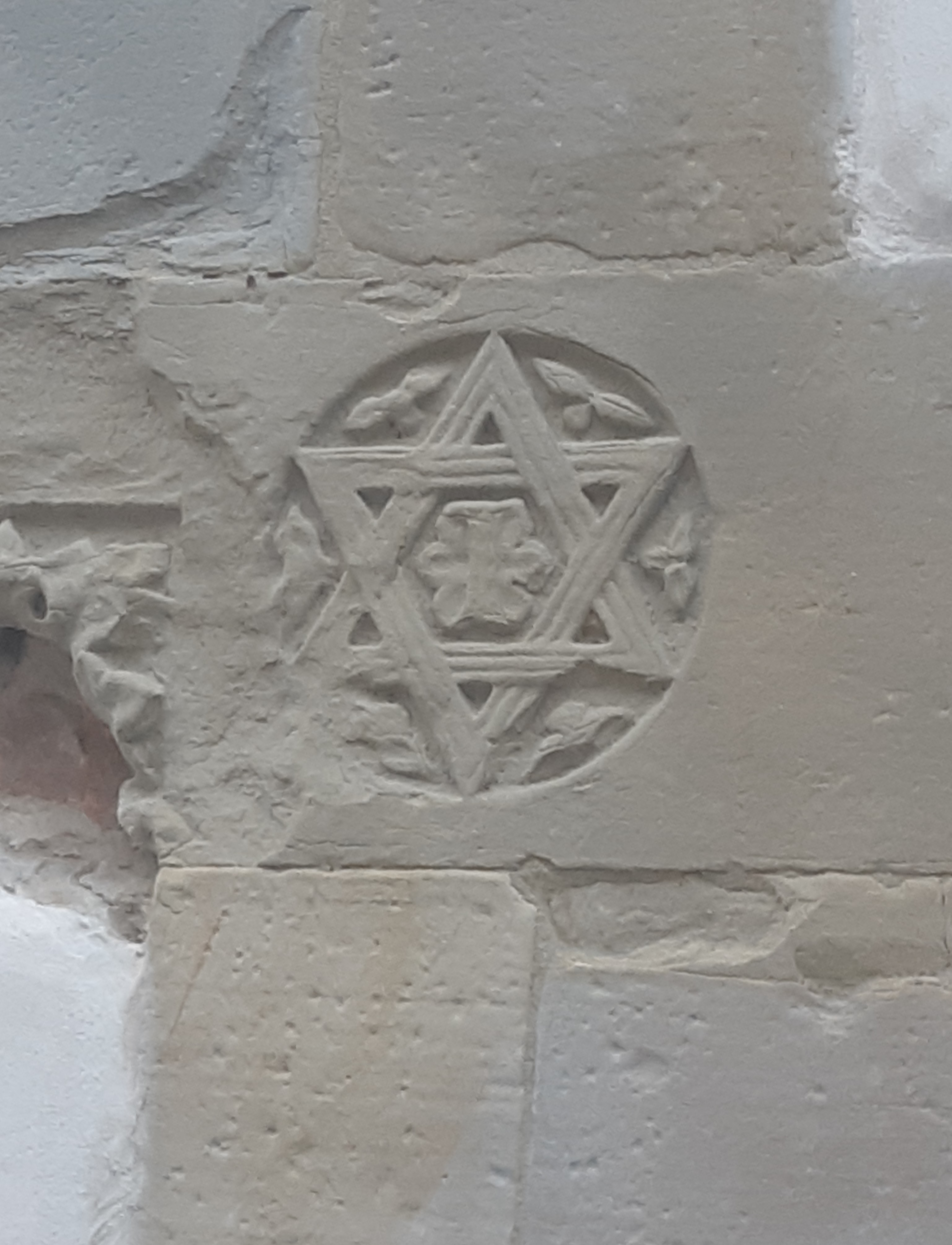
Maghen David scolpito vicino all'architrave di un edificio in Largo Sinagoga, Città di Castello.

Tra il XIV e il XVI secolo, Città di Castello fu sede di una fiorente comunità ebraica, oggi scomparsa.

## Storia

### Le origini
Le origini della comunità ebraica di Città di Castello risalgono all’ultimo decennio del XIV secolo, quando i magistrati tifernati decisero di invitare un gruppo di ebrei residenti nel territorio perugino a trasferirsi in città, con l’intento di stabilire con essi un’alleanza di carattere monetario e imprenditoriale. Si trattava di discendenti di famiglie ebree che dalla fine del XIII secolo si erano mosse da Roma e avevano dato vita a numerose comunità fra Lazio, Marche e Umbria. A un secolo di distanza, molti di loro avevano ripreso il cammino verso nord per spingersi in direzione delle zone limitrofe alla Toscana e all’Emilia. Fra queste spiccava il territorio dell’Alta Valle del Tevere dove sorgeva Città di Castello, collocata al confine fra Stato Pontificio, Toscana, Ducato di Montefeltro e a breve distanza dal Ducato Estense. La città, reduce da decenni di lotte intestine e calamità naturali che avevano prosciugato le sue finanze, vide nella possibilità di intercettare questo flusso migratorio un’opportunità per risollevare la propria economia, in quanto ospitare una comunità ebraica significava poter beneficiare di prestiti attraverso banchi dei pegni, attività preclusa ai cristiani. Allo stesso tempo, le famiglie ebree riconobbero in quel luogo delle notevoli potenzialità, sia da un punto di vista geografico che lavorativo.
I primi segni che attestano una presenza ebraica a Città di Castello sono le autorizzazioni per l’esercizio dell’attività feneratizia, riportate negli Annali Comunali. Al 21 gennaio 1390 risale la prima condotta per il prestito concessa dai governanti della città ai fratelli Manuele e Bonaventura di Abramo da Perugia, seguita, negli anni immediatamente successivi, da quelle a Maestro Ventura di Dattilo “De Urbe”, a David di Leone e a Ventura di Salomone da Tivoli. Accanto alle licenze per l’attività di prestito si registrano anche quelle per l’esercizio della medicina, anch’essa occupazione svolta principalmente da ebrei, in quanto i cristiani potevano praticarla solo sottostando a severe limitazioni. Risale al 26 febbraio 1396 la condotta concessa dai Priori a Maestro Elia per l’esercizio della professione di medico chirurgo, e al 19 giugno 1416 l’inizio del contratto triennale stipulato con il medico Salomone di Bonaventura da Perugia.

### La stagione dei prestatori
La maggior parte delle informazioni in merito alle condizioni di vita degli ebrei tifernati, fra cui le specifiche normative che regolavano i prestiti, si ricavano dai capitoli sottoscritti dai governanti di Città di Castello con i prestatori, conservati presso l’Archivio storico comunale della città. Ai prestatori che si impegnavano ad aprire un banco in città fu concesso un tasso iniziale di interesse pari al sessanta percento, che sarebbe sceso al quaranta percento nel 1393 e infine al trenta nel 1395, mantenendosi comunque alto e costante fino al 1545. Inoltre fu loro concessa piena cittadinanza e parità con gli altri cittadini sia nelle cause civili che criminali. Infine, i prestatori erano esentati dal pagamento delle imposte cittadine e potevano astenersi dal lavoro durante lo shabbat e le altre festività ebraiche. Condizioni così favorevoli spinsero sempre più famiglie ebree a trasferirsi a Città di Castello che, nel corso del XV e del XVI secolo, vide le sue finanze risanate al punto da essere annoverata fra le quattro città più fortificate d’Italia e al tempo stesso ospitò la comunità ebraica più cospicua e importante dell’Umbria, superando quella di Perugia.
Un ulteriore fattore che contribuì alla fortuna della comunità ebraica tifernate fu la scarsa attenzione riservatale dall’ostile attività predicatoria dei frati minori. Questi ultimi erano soliti rivolgere contro gli ebrei accuse di “pravità usuraia”, ma Città di Castello non fu quasi mai teatro delle loro violente prediche. Anche quando nacquero i monti di pietà cristiani, proprio su iniziativa degli ordini minori a partire dalla seconda metà del Quattrocento, e iniziarono a diffondersi fra i più importanti centri umbri, solo Città di Castello ne rimase priva. L’istituzione del primo monte di pietà in città si avrà solo nel 1562, quasi un secolo dopo.
Anche ai membri della comunità ebraica tifernate, come altrove, fu imposto di indossare dei segni di riconoscimento. Gli uomini dovevano indossare un cerchio di stoffa giallo cucito sul petto o un cappello giallo, le donne invece dovevano portare gli orecchini d’oro a cerchio o un velo giallo. Agli ebrei che fossero stati trovati senza segno, perché vicini alla propria abitazione o di ritorno da un viaggio, sarebbe stata concessa l’esenzione per un giorno dal pagamento di una multa di dieci lire, invece agli ebrei forestieri sarebbe stata concessa una franchigia di quattro giorni, oltre i quali avrebbero dovuto pagare la multa. Esclusi da tale dovere erano solamente i bambini di età inferiore ai sette anni. Tuttavia, in base alla testimonianza fornita dai documenti d’archivio sembra che a Città di Castello l’applicazione di tali disposizioni fu meno rigorosa che altrove. Dai capitoli del 1485 risulta che, a seguito di forti pressioni da parte dei membri più influenti della comunità ebraica, gli ebrei tifernati fossero stati esentati dall’obbligo di indossare il segno, ne rimanevano soggetti solo gli ebrei forestieri. Per questo motivo, quando un frate francescano di nome Cherubino si recò a Città di Castello nel 1507 per tenere le sue prediche nella Chiesa di San Florido, rimase scandalizzato nel constatare che gli ebrei non indossavano segni riconoscibili. Sotto le sue forti pressioni il consiglio dei Priori si riunì e dispose che l’obbligo fosse ripristinato, ma dopo la partenza di Cherubino la norma fu ritirata. Se ne ritrova traccia solo dal 1521, momento dal quale fu imposta in maniera più severa.
Nei capitoli, dal 1449 in poi si registra un’ulteriore disposizione discriminatoria per gli ebrei, ovvero l'assoluto divieto di uscire di casa durante il “triduo sacro” della Settimana Santa cristiana fino al suono delle campane, che indicava l'avvenuta Resurrezione. Allo stesso tempo si proibiva ai cristiani di recare loro danno, pena una multa di 25 lire.
Nei capitoli si rinvengono anche tracce dell’integrazione degli ebrei nel tessuto sociale cittadino. Fra queste, una disposizione del 1485, emanata molto probabilmente a seguito di molteplici richiese da parte della comunità, che permetteva ai macellai della città la preparazione della carne secondo le norme rituali imposte dalla religione ebraica e la sua libera vendita allo stesso prezzo di quella venduta ai cristiani.

### Gli ultimi anni sotto lo Stato Pontificio
Durante il corso del Quattrocento Città di Castello fu teatro di numerosi scontri che videro l’ascesa della Famiglia Vitelli alla guida della città, e culminarono nell’uccisione di Vitellozzo Vitelli per mano di Cesare Borgia nella notte fra il 31 dicembre 1502 e il 1º gennaio 1503, evento che sancì la riduzione dell’Alta Valle del Tevere sotto il dominio dello Stato Pontificio. Da questa data la condizione della comunità ebraica tifernate cominciò gradualmente a peggiorare. Le disposizioni discriminatorie che fino a quel momento erano state applicate in maniera blanda iniziarono a inasprirsi e, allo stesso tempo, l’emanazione di una serie di bolle papali determinarono un rapido declino verso la definitiva cacciata dal territorio. Al 19 gennaio 1560 risale la Bolla Cum nos nuper emanata da papa Pio V, che obbligava gli ebrei residenti all’interno dello Stato Pontificio a vendere tutte le proprietà che avevano acquisito per concessione di papa Pio IV, pena per l’inadempienza era la confisca. Il 13 marzo dello stesso anno giunse a Città di Castello il commissario pontificio Maria Francesco Cortese per verificare che l’editto fosse stato applicato senza eccezioni, visto che la città si era guadagnata la fama di favorire gli ebrei. Il 26 febbraio 1569 Pio V emanò la Bolla Hebraeorum Gens che decretava l’espulsione degli ebrei dallo Stato della Chiesa entro tre mesi. I personaggi eminenti della comunità ebraica tifernate si rivolsero ai reggenti della città perché li aiutassero a riscuotere i propri crediti prima di doversi trasferire. Non solo i magistrati si mostrarono comprensivi, ma si impegnarono a cercare una soluzione la situazione, consci del fatto che l’espulsione degli ebrei, con conseguente cessazione della loro attività feneratizia, avrebbe rappresentato un duro colpo per l’economia della città. Si risolsero per chiedere ai marchesi Bourbon del Monte, signori del piccolo marchesato del Monte Santa Maria confinante con Città di Castello, di offrire ospitalità ai membri della comunità ebraica affinché potessero continuare a operare nel territorio. I marchesi accolsero la richiesta e così alcune famiglie ebree si trasferirono presso Monte Santa Maria e altre nella vicina Lippiano, dove aprirono nuovi banchi di prestito. La maggior parte dei membri della comunità ebraica trovarono rifugio presso lo Stato fiorentino in cui vigeva una politica di maggior accoglienza. Il 6 ottobre 1586 papa Sisto V, con il motu proprio Christiana pietas, annullò il decreto di espulsione di Pio V e una moltitudine di famiglie ebree si trasferirono nuovamente a Città di Castello, ma questo rientro avrebbe avuto breve durata. Papa Clemente VIII all’inizio del 1592 rinnovò le normative discriminatorie precedenti e il 25 febbraio 1593, con la Bolla Caeca et obdurata, decretò la definitiva espulsione degli ebrei dai territori della Chiesa. Questo provvedimento sancì la fine della permanenza ebraica a Città di Castello.

## Le sinagoghe
Nel periodo di massima espansione della sua comunità ebraica, a Città di Castello sorsero due sinagoghe. La sinagoga principale si trovava nel quartiere di Porta Sant’Egidio, presso l’abitazione di Isacco di Salomone da Castello, personaggio di riguardo all’interno della comunità. A seguito della peste del 1465 si dovette ricorrere all’istituzione di una seconda sinagoga nel quartiere di Porta Santa Maria, presso l’abitazione di Bonaventura di Leone. Tale trasferimento, approvato dal Vescovo della città, si rese necessario perché la sede precedente era difficilmente raggiungibile a causa delle misure contro la pestilenza. Oggi non rimane traccia delle sinagoghe, fatta eccezione per un maghen David scolpito sulla parete esterna di un edificio della vecchia via del Vingone, rinominata Largo Sinagoga nel 1998, riconosciuto come il segno di un’antica sinagoga da Elio Toaff, Rabbino Capo della comunità ebraica di Roma dal 1951 al 2001.

## Il cimitero
Nel 1451 i Priori di Città di Castello concessero alla comunità ebraica un appezzamento di terreno fuori le mura, di fronte a Porta San Giacomo, da destinare a scopi sepolcrali. Il cimitero, inizialmente in concessione d’uso, fu acquistato nel 1469 dalla famiglia del banchiere Ventura Longo a nome del figlio Elia. Con l’istituzione di un suolo sepolcrale giunse per gli ebrei anche la concessione a indossare le vesti del lutto, uso precedentemente proibito. Oggi non rimangono tracce del cimitero. 

## Il ritrovamento delle pergamene ebraiche
Alla fine degli anni Novanta, nell’Archivio notarile di Città di Castello sono stati scoperti vari frammenti di fogli pergamenacei di manoscritti ebraici medievali, risalenti al XII e al XIII secolo, riutilizzati nella seconda metà del XVI secolo per avvolgere 24 registri contenenti degli atti redatti da cinque notai tra il 1549 e il 1605. Il ritrovamento risulta particolarmente importante per la qualità e l’antichità dei testi. I frammenti provengono da sette diversi manoscritti: tre biblici, tre talmudici e uno contenente il compendio talmudico di Alfasi. In particolare, il bifoglio pergamenaceo del XII secolo contenente parte del Sanhedrin, il Talmud babilonese, per la sua rarità è stato uno dei protagonisti della mostra “Italia Ebraica” tenutasi al Museo Eretz Israel di Tel Aviv tra il dicembre del 2007 e il febbraio del 2008.